# Maksim Surajew
Maksim Wiktorowicz Surajew, ros. Максим Викторович Сураев (ur. 24 maja 1972 w Czelabińsku) – pułkownik lotnictwa, emerytowany kosmonauta rosyjski, w trakcie dwóch misji spędził 11 miesięcy na Międzynarodowej Stacji Kosmicznej, Bohater Federacji Rosyjskiej. Od 2016 roku deputowany do Dumy Państwowej Federacji Rosyjskiej.

## Wykształcenie i służba wojskowa
- 1989 – w mieście Nogińsk obwód moskiewski ukończył średnią szkołę.
- 1994 – z wyróżnieniem ukończył Kaczyńską Wojskową Wyższą Szkołę Lotniczą Pilotów im. A. F. Miasinikowa, otrzymując dyplom pilota-inżyniera.
- 1994–1997 – był słuchaczem Inżynieryjnej Akademii Lotniczej im. N. E. Żukowskiego na kierunku „Badania, próby i zastosowanie sprzętu lotniczego i broni”. Studia zakończył również z wyróżnieniem, uzyskując dyplom pilota-inżyniera-badacza.
Opanował pilotaż takich samolotów jak: L-39 i Su-27.
- 2007 – Został absolwentem Państwowej Rosyjskiej Akademii przy prezydencie Federacji Rosyjskiej na kierunku nauki prawne.
W sumie jako pilot wylatał ponad 700 godzin i wykonał ponad 100 skoków spadochronowych. Posiada uprawnienia instruktora szkolenia spadochronowego oraz nurka.

## Kariera kosmonauty

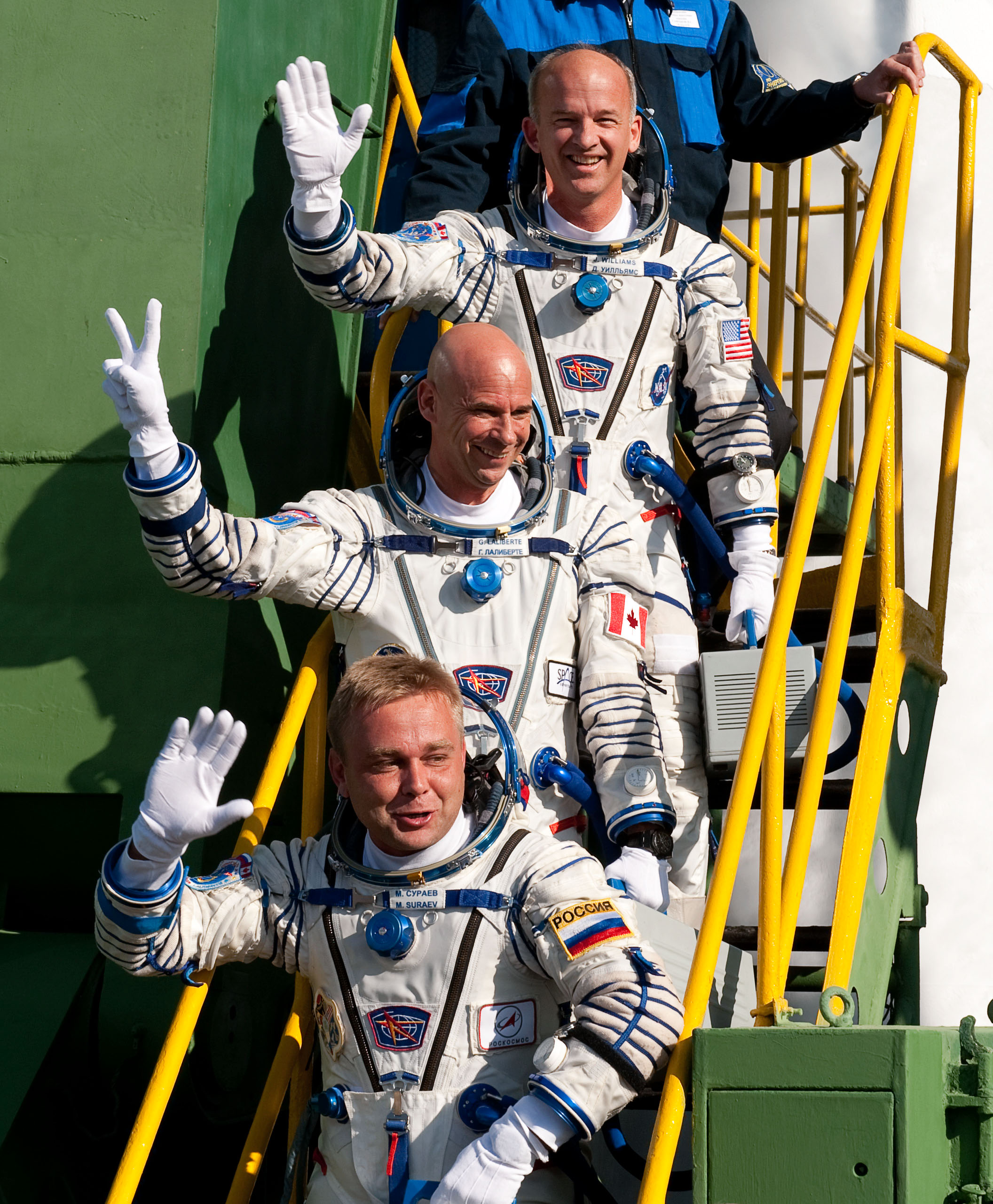
Załoga Sojuza TMA-16 przed startem. Od góry: Jeffrey Williams, Guy Laliberté i Maksim Surajew

- 1997 – 28 lipca decyzją Państwowej Komisji Międzyresortowej (ГМВК) oficjalnie został włączony do korpusu kosmonautów Rosyjskiego Państwowego Naukowo-Badawczego Doświadczalnego Centrum Wyszkolenia Kosmonautów im. J. Gagarina (РГНИИЦПК).
- 1999 – w listopadzie zakończył podstawowe szkolenie, uzyskując uprawnienia kosmonauty-badacza.
- 2000 – w styczniu wspólnie z grupą kosmonautów przystąpił do treningów w ramach programu przewidzianego dla uczestników lotów na Międzynarodową Stację Kosmiczną.
- 2004 – na kosmodromie Bajkonur przeszedł szkolenie w zakresie przetrwania w ekstremalnych warunkach.
- 2005 – w połowie roku został skierowany do międzynarodowej grupy kosmonautów szkolonych do lotu na ISS w składach Ekspedycji 15 – 17.
- 2006 – w styczniu w podmoskiewskich lasach wziął udział w treningu polegającym na przetrwaniu w niezamieszkanym terenie na wypadek awaryjnego lądowania. Zadanie realizował wspólnie z amerykańskimi astronautami Nicole Stott oraz Timothym Koprą.
- 2007 – został mianowany dowódcą załogi rezerwowej Ekspedycji 17 oraz dowódcą Sojuza TMA-12, którego start miał miejsce w sierpniu 2008.
- 2008 – od kwietnia. jako dowódca dublerów podstawowej załogi Sojuza TMA-14, razem z Jeffreyem Williamem oraz Ester Dyson rozpoczął szkolenie do misji, która rozpoczęła się w marcu 2009. We wrześniu Federalna Agencja Kosmiczna Rosji ogłosiła plan lotów do Międzynarodowej Stacji Kosmicznej. Surajew został wyznaczony na dowódcą pierwszej załogi Sojuza TMA-16 (Ekspedycja 21), której lot wyznaczono na październik 2009[2]. Miesiąc później ukazał się komunikat NASA, gdzie potwierdzono udział Surajewa w Ekspedycji 21[3].
- 2009 – w kwietniu rozpoczął zasadnicze szkolenie przed misją Sojuza TMA-16. W dowodzonej przez niego załodze znaleźli się również Jeffrey Williams oraz kosmiczny turysta z Kanady Guy Laliberté. 30 września wystartował do swojego pierwszego lotu i wziął udział w ekspedycji 21. i 22. na Międzynarodowej Stacji Kosmicznej.
- 2010 – 14 stycznia wykonał swój pierwszy spacer kosmiczny. W marcu zakończył lądowaniem w Kazachstanie blisko 170-dniowy pobyt na orbicie okołoziemskiej. Był pierwszym rosyjskim kosmonautą, który podczas lotu prowadził swój blog.
- 2014 – wykonał swój drugi lot na MSK, w towarzystwie Gregory’ego Wisemana (NASA) i Aleksandra Gersta (ESA).

Dekretem Prezydenta Federacji Rosyjskiej Dmitrija Miedwiediewa, № 436 z 12 kwietnia 2011, został odznaczony Medalem „Za zasługi w podboju kosmosu”.
Stowarzyszenie Uczestników Lotów Kosmicznych (Association of Space Explorers) przyznało mu Universal Astronaut Insignia za lot orbitalny (nr 503).

## Wykaz lotów
| Loty kosmiczne, w których uczestniczył Maksim W. Surajew                     | Loty kosmiczne, w których uczestniczył Maksim W. Surajew | Loty kosmiczne, w których uczestniczył Maksim W. Surajew | Loty kosmiczne, w których uczestniczył Maksim W. Surajew | Loty kosmiczne, w których uczestniczył Maksim W. Surajew | Loty kosmiczne, w których uczestniczył Maksim W. Surajew | Loty kosmiczne, w których uczestniczył Maksim W. Surajew |
| №                                                                            | Data startu                                              | Statek kosmiczny                                         | Data lądowania                                           | Statek kosmiczny                                         | Funkcja                                                  | Czas trwania                                             |
| ---------------------------------------------------------------------------- | -------------------------------------------------------- | -------------------------------------------------------- | -------------------------------------------------------- | -------------------------------------------------------- | -------------------------------------------------------- | -------------------------------------------------------- |
| 1                                                                            | 30 września 2009                                         | Sojuz TMA-16                                             | 18 marca 2010                                            | Sojuz TMA-16                                             | dowódca Sojuza TMA-16                                    | 169 dni 4 godziny 9 minut i 19 sekund                    |
| 2                                                                            | 28 maja 2014 19:57:41 UTC                                | Sojuz TMA-13M                                            | 10 listopada 2014 03:58 UTC                              | Sojuz TMA-13M                                            | inżynier pokładowy                                       | 165 dni 8 godzin i 1 minuta                              |
| Łączny czas spędzony w kosmosie – ok. 334 dni 12 godzin 10 minut i 19 sekund |                                                          |                                                          |                                                          |                                                          |                                                          |                                                          |